# Johan Micoud
Johan Micoud [ʒɔˈɑ̃ miˈku] (* 24. Juli 1973 in Cannes) ist ein ehemaliger französischer Fußballspieler. Er spielte im offensiven Mittelfeld auf der Position des sogenannten Spielmachers. Er ist heute Winzer in der Region Pomerol.

## Karriere

### Verein
Micoud begann seine Profikarriere 1992 in der ersten französischen Liga bei AS Cannes. 1996 wechselte er zu Girondins Bordeaux, wo er 1999 mit der französischen Meisterschaft seinen ersten Titel gewann. 2000 wechselte er in die italienische Serie A zum AC Parma, mit dem er 2001/02 italienischer Pokalsieger wurde.
2002 wechselte Micoud dann in die Bundesliga zu Werder Bremen, wo er als „le chef“ schnell zum unumstrittenen Führungsspieler wurde. Sein Erstligadebüt in Deutschland gab der Franzose am 10. September 2002 gegen den 1. FC Nürnberg. Im gleichen Spiel gelang ihm sein erster Ligatreffer für den SVW. In seiner Bremer Zeit zählte er zu den besten Mittelfeldspielern der Bundesliga. Über vier Jahre prägte er den spielerischen Stil der Werder-Elf und hatte großen Anteil an ihrem Aufstieg zur Spitzenmannschaft. Mit Johan Micoud gewann Werder 2004 das sogenannte Double, das heißt die deutsche Meisterschaft und den DFB-Pokal, und qualifizierte sich dreimal in Folge für die Champions League. Gerade in den Champions-League-Spielen für Werder Bremen wuchs Johan Micoud regelmäßig über sich hinaus und glänzte als Stratege wie auch als Schütze wichtiger Tore.
Micoud war torgefährlich und an vielen Toren auch als Vorbereiter beteiligt. Seine großen Stärken waren die ausgefeilte Technik, die glänzende Spielübersicht, die Mannschaftsdienlichkeit und eine schnelle Auffassungsgabe – all dies ließ ihn zur Schlüsselfigur des schnellen und technisch anspruchsvollen Kombinationsspiels werden. Werder-Trainer Thomas Schaaf sagte über seine ehemalige Nummer 10: „Ich habe noch nie einen Spieler gesehen, der das Spiel so schnell verlagern kann.“
2006 wechselte Micoud zurück in seine Heimat zu Girondins Bordeaux. Am 10. Mai 2008 gab Laurent Blanc, Trainer von Girondins de Bordeaux, bekannt, dass Johan Micoud für die kommende Saison keinen neuen Vertrag erhalte.
Am 18. September 2008 gab Johan Micoud in einem Interview mit der französischen Sportzeitung L’Équipe das Ende seiner 18-jährigen Profi-Karriere bekannt. Trotz einiger Angebote französischer Vereine sei „dies der richtige Moment, um aufzuhören“.
Nach seiner Karriere kaufte sich Micoud zusammen mit anderen Spielern (Matthieu Chalmé) ein Weingut und brachte 2009 seinen ersten Merlot heraus.

### Nationalmannschaft
Trotz seiner Klasse blieb Johan Micoud der große internationale Durchbruch, vor allem mit der Nationalmannschaft seines Landes, verwehrt. Einer der Hauptgründe hierfür heißt Zinédine Zidane. Der dreimalige FIFA-Weltfußballer des Jahres spielte auf der gleichen Position, pflegte eine ähnliche Spielweise und war im gleichen Alter wie Micoud, so dass Micoud hier letztlich nur zu 17 Einsätzen kam. Bei der Fußball-Europameisterschaft 2000 stand er im Kader der französischen Mannschaft und gewann mit ihr den Titel (ein Einsatz). Auch bei der WM 2002 stand Micoud im französischen Aufgebot und kam in zwei Spielen zum Einsatz. Sein WM-Debüt gab der Mittelfeldspieler am 6. Juni 2002 im Vorrundenspiel gegen Uruguay, wo er über die vollen 90 Minuten den verletzten Zidane ersetzte.
Nach der WM 2002 wurde Micoud eineinhalb Jahre trotz starker Leistungen beim SV Werder Bremen nicht mehr nominiert. Nach Meinung von Fabrice Jouhaud, dem Fußballchef der Sportzeitschrift L’Équipe, sei die Bundesliga „furchtbar altmodisch“, „taktische Fantasie“ sei nicht vorhanden und in der Ausbildung werde Wert auf Ausdauer und Kraft gelegt. Am 25. März 2004 wurde er schließlich von Nationaltrainer Jacques Santini für das Testspiel am 29. März 2004 in Rotterdam gegen die Niederlande nominiert und auch dort eingesetzt. Trotz dieses Einsatzes und trotz des Gewinns der deutschen Meisterschaft und des DFB-Pokals mit dem SV Werder Bremen wurde er nicht für den französischen Kader für die Europameisterschaft 2004 in Portugal nominiert, woraufhin er aus der Nationalmannschaft zurücktrat.

## Sonstiges
Micoud galt als eigenwilliger und öffentlichkeitsscheuer Spieler, der den Mechanismen des Fußballgeschäfts und den Ansprüchen der Öffentlichkeit distanziert gegenüberstand. So mied er während seiner Zeit bei Werder Bremen phasenweise Interviews, insbesondere mit deutschen Medien. Er betonte häufig die Bedeutung des Kollektivs für den Erfolg und äußerte sich skeptisch zu seinem Status als Star.
Der Bremer Spielmacher war – für viele unverständlich – von Equipe-Trainer Jacques Santini nicht für die EM 2004 berücksichtigt worden. Im Viertelfinalspiel der Franzosen gegen Griechenland war der Bremer Mannschaftskollege Angelos Charisteas als einziger Akteur erfolgreich. Im Moment des Erfolgs hatte dieser eine ganz besondere Geste parat. Nach dem Treffer hob er sein Trikot und auf dem T-Shirt darunter kam der Name „Micoud“ zum Vorschein.
Nach seiner Spielerzeit wurde Micoud gemeinsam mit Geschäftspartnern, darunter mit Matthieu Chalmé ein weiterer ehemaliger Fußballspieler, Winzer im Anbaugebiet Pomerol. Ferner wurde Micoud Mitarbeiter des von der Sportzeitung L’Équipe betriebenen gleichnamigen Fernsehsenders und kommentiert in Sendungen das Fußballgeschehen.

## Erfolge
Verein
- 1999 Französischer Meister mit Girondins de Bordeaux
- 2002 Italienischer Pokalsieger mit der AC Parma
- 2004 Deutscher Meister mit Werder Bremen
- 2004 DFB-Pokalsieger mit Werder Bremen
- 2007 Französischer Ligapokal-Sieger mit Girondins de Bordeaux
- 2008 Französischer Vize-Meister mit Girondins de Bordeaux

Nationalmannschaft
- 2000 Europameister mit der französischen Nationalmannschaft
- 2000 Gewinner des Hassan II-Pokals mit der französischen Nationalmannschaft